# Andrea Giacinto Longhin
Andrea Giacinto Bonaventura Longhin (Fiumicello, 22 novembre 1863 – Treviso, 26 giugno 1936) è stato un arcivescovo cattolico italiano dell'Ordine dei frati minori cappuccini.
Fu vescovo di Treviso dal 1904 fino alla sua morte. Longhin ricoprì anche vari ruoli di responsabilità all'interno del suo ordine. In precedenza fu insegnante a Udine e ministro provinciale per il suo ordine. Divenne intimo amico del patriarca di Venezia Giuseppe Melchiorre Sarto. Poco dopo che quest'ultimo divenne papa, nel 1904, mise il suo vecchio amico Longhin a nuovo capo della diocesi di Treviso.
Si distinse per la sua devozione alle iniziative di riforma pastorale che cercarono di rafforzare la formazione spirituale dei seminaristi e la formazione permanente dei sacerdoti diocesani. Intraprese tre visite pastorali separate perché voleva incontrare tutti i suoi parrocchiani in ogni parrocchia che comprende la diocesi. Fu attivo nell'organizzare e nel collaborare a iniziative di soccorso durante la prima guerra mondiale e venne insignito della Croce al merito di guerra per il suo attivismo.
Dopo la sua morte vi furono numerose richieste per l'avvio della causa di beatificazione. Questa causa venne avviata nel 1964 e portò alla dichiarazione che il defunto vescovo era venerabile nel 1998, dopo che papa Giovanni Paolo II confermò le sue virtù eroiche. Lo stesso pontefice lo beatificò nel 2002 in Piazza San Pietro, dopo che la guarigione di un giovane affetto da peritonite avvenuta nel 1964 venne ritenuta un miracolo per l'intercessione di monsignor Longhin.

## Biografia
Giacinto Bonaventura Longhin nacque il 22 novembre 1863 a Fiumicello di Campodarsego ed era l'unico figlio di Matteo e Giudetta Marin, contadini fittavoli poveri. Venne battezzato il 23 novembre con i nomi di Giacinto Bonaventura.

### Formazione e ministero sacerdotale
Nella sua infanzia si sentì chiamato al sacerdozio ed entrò nell'Ordine dei frati minori cappuccini nonostante le proteste di suo padre. Egli lavorava da solo nella fattoria e non desiderava essere privato del figlio in un lavoro così duro. Assunse il nome religioso "Andrea di Campodarsego" il 27 agosto 1879 dopo aver ricevuto l'abito a Bassano del Grappa, all'inizio del periodo di noviziato. Compì gli studi umanistici a Padova e quelli teologici a Venezia. Il 4 ottobre 1883 emise la professione solenne.
Il 19 giugno 1886 fu ordinato presbitero a Venezia. In seguito fu insegnante in un istituto del suo ordine a Udine, direttore degli insegnanti dell'ordine dal 1889 al 1891 e poi direttore degli studi teologici a Venezia dal 1891 al 1902. Fu anche ministro provinciale per il suo ordine con sede a Venezia dal 18 aprile 1902 alla nomina episcopale. Fu in questa veste che venne a conoscenza del cardinale Giuseppe Melchiorre Sarto, il futuro papa Pio X. Egli lo ebbe spesso come predicatore a Venezia e i due divennero amici intimi durante questo periodo. A padre Longhin fece molto piacere quando il suo amico fu eletto papa.

### Ministero episcopale
Il 16 aprile 1904 papa Pio X lo nominò vescovo di Treviso. Ricevette l'ordinazione episcopale il giorno successivo nella chiesa della Trinità dei Monti a Roma dal cardinale Rafael Merry del Val y Zulueta, Segretario di Stato di Sua Santità, co-consacranti l'arcivescovo titolare di Patrasso Giuseppe Maria Costantini e l'arcivescovo Francesco Sogaro, segretario della Congregazione per le indulgenze e le sacre reliquie. Prese possesso della diocesi il 6 agosto successivo.
Nessun motto volle nel suo stemma episcopale: v'erano solo l'emblema francescano delle due braccia incrociate su una croce ed un fiore, il giacinto.
In due lettere pastorali che precedettero il suo ingresso in diocesi delineò il suo programma di riforma. Visitò spesso le parrocchie per avvicinarsi alla sua gente, avviò la riforma dei seminari per migliorare la formazione spirituale e cercò di incoraggiare le vocazioni. Promosse ritiri per il rinnovamento spirituale e incoraggiò i sacerdoti diocesani a sostenere l'idea. Monsignor Longhin divenne anche un amico intimo di Leopoldo Mandić durante il suo episcopato. Nel 1905 iniziò la sua prima visita pastorale che si concluse nel 1910: voleva conoscere la sua Chiesa, fra le più vaste e popolose del Veneto e stabilire un contatto personale con il suo clero, al quale dedicò le sue premure pastorali. Intendeva anche farsi vicino al laicato organizzato, che proprio allora era sottoposto a dure prove nell'ambito del movimento cattolico sociale. Concluse la visita con la celebrazione di un sinodo diocesano, che voleva attuare in diocesi le riforme avviate da papa Pio X, attrezzare la Chiesa locale per essere "militante" e chiamare tutti, preti e laici, alla santità della vita. Svolse altre due visite pastorali nel 1912 e nel 1926. Papa Pio X lo lodò dicendo: "È veramente santo, dotto, un vescovo dei tempi antichi che lascerà nella diocesi un'impronta indelebile del suo zelo apostolico". Riformò il seminario diocesano, qualificandone gli studi e la formazione spirituale. Promosse gli esercizi spirituali del clero e in un programma di formazione permanente da lui stesso tracciato annualmente, guidò la loro azione pastorale con indirizzi precisi che verificò nelle tre visite pastorali successive. Visse gli anni dello scontro sociale e politico tra atei e cattolici, tra la crisi dell'Opera dei congressi e l'avvio dei Segretariati diocesani del lavoro, tra l'impegno dei laici e dei sacerdoti e le accuse di "modernismo" dell'enciclica di Pio X, Pascendi Dominici Gregis.
Durante la prima guerra mondiale rimase in diocesi per prestare assistenza ai rifugiati, ai feriti e ai poveri. Invitò tutti i suoi sacerdoti a fare altrettanto, nelle proprie sedi pur essendo Treviso e la sua diocesi sulla linea del fronte. Al termine del conflitto promosse il restauro degli edifici parrocchiali che erano stati rovinati e ottenne la Croce al merito di guerra per le sue buone azioni. Durante il conflitto aveva contribuito a organizzare e gestire gli sforzi per i soccorsi delle persone. Lui e altri sacerdoti furono tuttavia accusati di disfattismo e imprigionati per un breve periodo. Venne rilasciato poco dopo e continuò negli sforzi di soccorso. Dopo la guerra lavorò anche con i movimenti sociali. Fu riferimento religioso, morale e civile per le comunità religiose travolte dal conflitto; provvide all'assistenza dei soldati, dei malati e dei poveri. Non cedette mai alla retorica bellica o ad atteggiamenti di parte.
Venne incaricato da papa Pio XI di svolgere l'ufficio di amministratore apostolico sede plena della diocesi di Padova nel 1923, e di visitatore apostolico e di amministratore apostolico sede plena dell'arcidiocesi di Udine tra il 1927 e il 1928 allo scopo di conoscere la situazione e promuovere la concordia nelle due diocesi, dove si assisteva ad una pericolosa divaricazione tra il clero e i rispettivi vescovi. Il 4 ottobre 1928 lo stesso pontefice lo elevò alla dignità arciepiscopale assegnandoli la sede titolare di Patrasso. Continuò comunque a guidare la diocesi di Treviso. Qualche anno prima, nell'ottobre del 1923 il papa gli riconobbe i "grandi servizi" che il vescovo aveva reso al suo gregge e affermò: "Ha lavorato tanto per la Chiesa attraverso il suo zelo apostolico". Nel 1929 il cardinale Pietro La Fontaine scrisse che monsignor Longhin esemplificava "il buon pastore nel Vangelo che rimaneva fedele all'originale".
Monsignor Longhin sostenne i diritti dei lavoratori e definì lo sfruttamento dei lavoratori come un atto peccaminoso. Allo stesso modo - nell'aprile del 1914 - dichiarò la sacralità "del diritto agli operai di organizzarsi nei sindacati per il proprio miglioramento economico e morale". Incoraggiò gli ordini religiosi ad operare nella sua diocesi e accolse, tra gli altri, i carmelitani, i salesiani e i passionisti. Nel 1920 sostenne il movimento sindacale cristiano noto come "Leghe Bianche".
Negli anni laboriosi della ricostruzione materiale e spirituale, riprese la seconda visita pastorale che aveva interrotto. Nelle gravi tensioni sociali che dividevano gli stessi cattolici, monsignor Longhin fu guida sicura: con fortezza evangelica indicò che la giustizia e la pace sociale esigevano la via stretta della non violenza e dell'unione dei cattolici. Si andava rafforzando il movimento fascista, che a Treviso ebbe episodi di violenza, specialmente contro le organizzazioni cattoliche. Venne ad opporsi al fascismo dopo che Benito Mussolini prese il potere alla fine del 1922 dopo la sua marcia su Roma. Negli anni dell'avvento del fascismo indicò ai fedeli trevigiani la strada della non violenza e dell'unione come argine delle organizzazioni diocesane contro la violenza di parte. Nel 1922 e nel 1932 presiedette due congressi catechistici. Dal 1926 al 1934 compì la terza visita pastorale per rafforzare la fede delle comunità parrocchiali: la Chiesa militante nella sua concezione era una Chiesa tutta protesa alla santità e preparata al martirio.
Nel 1932 iniziò a dimostrare i primi segni di arteriosclerosi. Il 3 ottobre 1935 a Salzano, al termine della visita pastorale dove aveva amministrato le cresime, perse improvvisamente la vista. Fu subito ricoverato all'ospedale di Treviso e si scoprì che la perdita della vista era provocata da una carenza di circolazione cerebrale. Celebrò la sua ultima messa il 14 febbraio 1936. Morì a Treviso il 26 giugno successivo dopo diciotto ore di agonia. Le esequie si tennero il 30 giugno e videro la partecipazione di una grande folla. I resti di monsignor Longhin furono sepolti nel duomo di Treviso il 5 novembre dello stesso anno. Le sue spoglie furono ispezionate tra il 12 e il 22 novembre 1984 e vennero ritrovate "intere, con parti tenere e in gran parte mummificate". La sua salma è oggi tumulata presso l'altare di santa Giustina.

## Processo di beatificazione
Il processo di beatificazione si aprì a Treviso il 21 giugno 1964 e si chiuse il 26 giugno 1967. Un altro processo fu intrapreso a Udine dal 1964 al 1965. Un gruppo di teologi valutò i suoi scritti personali per assicurarsi che aderissero alla dottrina. Essi diedero la propria conferma il 17 dicembre 1971. L'introduzione alla causa avvenne il 15 dicembre 1981 e un processo apostolico per ulteriori indagini si svolse dal 18 giugno 1982 al 26 giugno 1985. La Congregazione delle cause dei santi convalidò questi processi il 13 giugno 1986 e ricevette la positio per le ulteriori valutazioni nel 1993.
Il collegio dei teologi valutò il dossier e lo approvò nella seduta del 19 dicembre 1997, mentre i cardinali e i vescovi della Congregazione delle cause dei santi approvarono la causa il 6 ottobre 1998. Monsignor Longhin fu dichiarato Venerabile il 21 dicembre successivo, dopo che papa Giovanni Paolo II autorizzò il dicastero a promulgare il decreto riguardante le virtù eroiche di monsignor Longhin.
La beatificazione di monsignor Longhin dipendeva da un miracolo, il più delle volte una guarigione che la scienza e la medicina non riescono a spiegare. Il miracolo che portò alla beatificazione di monsignor Longhin fu la guarigione miracolosa avvenuta nel 1964 del giovane Dino Stella da una peritonite diffusa. Il miracolo fu dapprima investigato nella diocesi italiana in cui era avvenuto e le prove raccolte vennero poi inviate alla Congregazione delle cause dei santi che convalidò l'inchiesta il 24 gennaio 1997. Ulteriori indagini sul miracolo non potevano però aver luogo prima che monsignor Longhin fosse stato dichiarato Venerabile. Una volta accaduto, un gruppo di esperti medici - alcuni dei quali non cattolici - approvò che la guarigione non aveva alcuna spiegazione scientifica nella riunione del 12 novembre 2001. Una riunione precedente, del 15 giugno 2000, si era rivelata inconcludente e giustificò la convocazione di una seconda riunione. Il consiglio dei teologi diede la sua approvazione il 15 febbraio 2002, dopo aver determinato che il miracolo era avvenuto per l'intercessione di monsignor Longhin. La plenaria della Congregazione delle cause dei santi confermò i risultati di entrambe le commissioni in seguito, il 16 aprile. Papa Giovanni Paolo II, una settimana dopo, il 23 aprile, promulgo il decreto riguardante il miracolo e beatificò monsignor Longhin in Piazza San Pietro il 20 ottobre dello stesso anno. Nella celebrazione parlando di lui disse: "È stato un pastore semplice e povero, umile e generoso, sempre disponibile verso il prossimo, secondo la più genuina tradizione cappuccina. Lo chiamavano il vescovo delle cose essenziali. In un'epoca segnata da eventi drammatici e dolorosi, si è dimostrato padre per i preti e pastore zelante della gente, sempre accanto ai suoi fedeli, specialmente nei momenti di difficoltà e di pericolo. Anticipava così ciò che avrebbe sottolineato il Concilio Ecumenico Vaticano II, indicando nell'evangelizzazione uno dei principali doveri dei vescovi".
L'attuale postulatore di questa causa è il frate cappuccino Carlo Calloni.

## Genealogia episcopale e successione apostolica
La genealogia episcopale è:
- Cardinale Scipione Rebiba
- Cardinale Giulio Antonio Santorio
- Cardinale Girolamo Bernerio, O.P.
- Arcivescovo Galeazzo Sanvitale
- Cardinale Ludovico Ludovisi
- Cardinale Luigi Caetani
- Cardinale Ulderico Carpegna
- Cardinale Paluzzo Paluzzi Altieri degli Albertoni
- Papa Benedetto XIII
- Papa Benedetto XIV
- Papa Clemente XIII
- Cardinale Bernardino Giraud
- Cardinale Alessandro Mattei
- Cardinale Pietro Francesco Galleffi
- Cardinale Giacomo Filippo Fransoni
- Cardinale Carlo Sacconi
- Cardinale Edward Henry Howard
- Cardinale Mariano Rampolla del Tindaro
- Cardinale Rafael Merry del Val y Zulueta
- Arcivescovo beato Andrea Giacinto Longhin, O.F.M.Cap.

La successione apostolica è:
- Vescovo Eugenio Beccegato
- Patriarca Carlo Agostini